# D’oh-in in the Wind
«D’oh-in in the Wind» (с англ. — «Д’оу на ветру», «Проклятья, принесённые ветром» или «Ворча на ветру») — шестая серия десятого сезона мультсериала «Симпсоны». Главной темой серии является субкультура хиппи.

## Сюжет
Гомер задаётся вопросом о своём втором имени. Ему всегда была известна только первая буква второго имени J — «джей», и своё полное имя было ему известно как Гомер Джей Симпсон (Homer J. Simpson). Отец приводит его в коммуну хиппи, где когда-то временно жила мать Гомера. Там они встречают двух старых хиппи — Сета и Манчи (Seth and Munchie), знакомых с матерью Гомера Моной ещё с 1960-х годов. Гомер обнаруживает старый рисунок на стене сарая, посвящённый ему матерью, благодаря ему он наконец узнаёт своё полное имя — Homer Jay Simpson. Второе имя Jay произносится Джей — в точности так же, как первая буква этого имени в английском алфавите (то есть Гомер всегда правильно произносил своё полное имя).
Столкнувшись с образом жизни своей матери и культурой хиппи, Гомер хочет сам стать настоящим хиппи. Он везде носит пончо, когда-то принадлежащее матери, и ведёт себя в соответствии со стереотипом хиппи (перестаёт мыться, кладёт ноги на стол, выходит голым на лужайку перед домом). Сет и Манчи поддерживают его. Гомер также узнаёт, что в раннем детстве он с родителями был на легендарном фестивале «Вудсток».
Узнав, что Сет и Манчи на самом деле владеют небольшим заводом по производству экологически чистого сока, Гомер оказывается шокирован и разочарован, так как владение предприятием противоречит идеалам хиппи в его понимании. Сет и Манчи отвечают на это тем, что шестидесятые годы закончились в тот день, когда они продали свой хипповый микроавтобус Volkswagen — 31 декабря 1969 года. Гомер убеждает их на время оставить своё автоматизированное производство, и провести немного времени в лучших традициях хиппи. По возвращении они обнаруживают, что в конвейере застрял фризби Гомера. Все готовые бутылки с соком оказались разбиты, очередная поставка сока полностью сорвалась. За это хиппи прогоняют Гомера.
У Гомера возникает чувство вины, и, чтобы компенсировать причинённый производству вред, он тайно проникает на завод по производству сока. Он всю ночь работает не покладая рук, собирая овощи, запускает производство, и утром заказчики получают свой товар. Однако сырья на поле не хватило, и Гомер пустил в дело урожай с отдельной замаскированной грядки Сета и Манчи («Гомер, это была наша личная морковь…»). В результате все жители города, попробовавшие новый сок, отправляются в увлекательный наркотический трип. К заводу хиппи приезжают полицейские, Гомер произносит перед ними зажигательную бунтарскую речь в духе шестидесятых, и в конце концов оказывается ранен в голову цветком, который сам же засунул в дуло полицейского ружья. Гомер остается жив(если бы засунул не ромашку, сразу бы умер) и в общем здоров, но вынужден ждать несколько недель, пока цветок не выпадет из его головы.

## Культурные параллели
- Название серии является аллюзией на песню Боба Дилана «Blowin' in the Wind».
- Сцена, когда Гомер вставляет цветок в дуло винтовки полицейского и получает заряд в лоб, является отсылкой к событиям 4 мая 1970 года, известным как «Расстрел в Кентском университете», и вообще к идеологии «Силы цветов».
- В конце серии, когда идут заключительные титры, звучит психоделическая версия главной музыкальной темы Симпсонов в исполнении группы «Yo La Tengo». Во время её звучания Гомер невнятно говорит «Я похоронил Фландерса» (I buried Flanders). Это отсылка к песне The Beatles «Strawberry Fields Forever», где Джон Леннон якобы говорит «Я похоронил Пола» (I buried Paul), см. Легенда о смерти Пола Маккартни.
- Когда Гомер собирает ночью урожай с «личного» огорода Сета и Манчи, звучит песня «Time of the Season» группы The Zombies.
- Когда весь город оказывается под воздействием психоделиков, звучит одна из известнейших песен психоделического рока — «White Rabbit» группы Jefferson Airplane.
- В сцене с фестивалем Вудсток звучит «The Star Spangled Banner» в исполнении Джими Хендрикса.
- В серии также звучат песни «Incense and Peppermints» группы «Strawberry Alarm Clock» и «Uptown Girl» Билли Джоэла. Последнюю запевает Гомер перед строем полиции в качестве «песни протеста»; ничего общего с протестом песня не имеет, но звучит грозно.
- Нед Фландерс переживает галлюцинацию за рулём автомобиля. В ней он видит объекты, связанные с различными рок-группами: танцующих медведей Grateful Dead, скелет Social Distortion, марширующие молотки из «Стены» Pink Floyd, губы с языком — символ Rolling Stones.
- Сцена, в которой старики Эйб и Джаспер хихикают, сидя на скамейке, заимствована из мультсериала MTV «Бивис и Баттхед».
- Собака Сета и Манчи Гинзберг была названа в честь поэта-битника Аллена Гинзберга.
- Доктор Хибберт, отказываясь удалять цветок из головы Гомера, говорит: «Я врач, а не садовник». Это постоянная реплика доктора Мак-Коя из сериала «Звёздный путь» — «Я врач, а не (то или другое, по ситуации)».
- Розовый слон, являющийся Барни Гамблу — отсылка к мультфильму «Дамбо».